# Relaciones Estados Unidos-Malí
Las relaciones Estados Unidos-Malí son las relaciones diplomáticas entre Estados Unidos y Malí. Las relaciones, aunque históricamente amigables, se vieron radicalmente alteradas por el golpe de Estado de Malí (marzo de 2012] que derrocó al anterior gobierno democrático. El gobierno de Mali fue un socio fuerte con los Estados Unidos en sus esfuerzos para combatir extremistas violentos, pero los Estados Unidos suspendieron oficialmente las relaciones militares con Mali después del golpe militar.
Según una encuesta de opinión global de 2007, el 79% de los malianos ven a Estados Unidos favorablemente. Según el Informe de liderazgo global de EE. UU. de 2012, el 87% de los malienses aprueba el liderazgo de los EE. UU., con un 10% de desaprobación y un 4% de incertidumbre, la segunda calificación más alta de los EE. UU.

## Historia
Malí fue un socio regional en la Guerra contra el terrorismo mundial. Mali también sirve como un importante laboratorio para probar nuevos medicamentos anti malaria para uso de ciudadanos estadounidenses que viajan y para investigaciones que tendrán un impacto en toda África. USAID, Peace Corps, y otros programas del gobierno de los Estados Unidos desempeñan un papel importante en el fomento del desarrollo económico y social sostenible. Antes del golpe militar de marzo de 2012, los programas de USAID también sirvieron para fortalecer los esfuerzos para consolidar el proceso de paz en el norte de Malí y la integración política y socioeconómica de la región. En respuesta al golpe, toda la ayuda de los Estados Unidos fue cortada.
Los principales funcionarios de los Estados Unidos incluyen:
- Embajador Gillian Milovanovic
- Jefe Adjunto de Misión - Peter Barlerin
- Director, Misión de USAID -  Rebecca Black
- Director, Cuerpo de Paz - Michael Simsik
- Oficial de Asuntos Públicos — Kate Kaetzer-Hodson
- Oficial de Gestión — Matthew Cook
- Oficial político / económico: Peter Newman
- Oficial Consular — Rebecca Drame
- Agregado de Defensa — LTC Eric Dalton

Hay una Embajada de los Estados Unidos en Bamako, Mali.

## Exembajadores
Entre los dieciocho anteriores, los Embajadores de los Estados Unidos en Malí están incluidos:

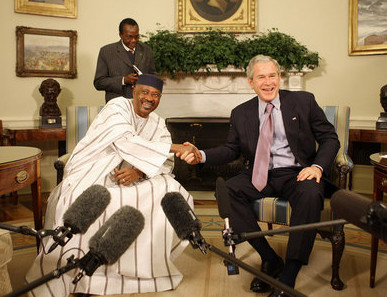
Presidente de Malí Amadou Toumani Touré con el Presidente de los Estados Unidos George W. Bush en 2008

- Robert O. Blake
- Patricia M. Byrne
- Anne Forrester
- Parker W. Borg
- Vicki Huddleston